# En stulen vals
En stulen vals är en svensk film från 1932 i regi av Lorens Marmstedt.

## Om filmen
Filmen premiärvisades 4 februari 1932 på biograf China i Stockholm. Den spelades in vid Irefilms ateljéer i Stockholm med exteriörer från Stockholm av Adrian Bjurman. Filmen var Lorens Marmstedts debut som filmregissör.                      

## Rollista i urval
- Ernst Eklund – Allan Dehner, musikförläggare
- Ragnar Falck – Ludvig Fryckt, fil stud
- Aino Taube – Inga
- Anna-Lisa Baude – fröken Gullkvist, pensionatsvärdinna
- Maritta Marke – "Purre", Svarta Fåret
- Erik "Bullen" Berglund – hovmästaren
- Lili Ziedner – Ursula
- Gunnel Lindgren – Eva, Allans systerdotter
- Eric Abrahamsson – Alarik Berenius, professor
- Jenny Tschernichin-Larsson – Kristina
- Doris Nelson – Agata
- Sickan Carlsson – Aina
- Ulla Sorbon – pensionatsgäst
- Buddha Lindholm – pensionatsgäst
- Björn "Nalle" Halldén – gäst på Flamingo

## Musik i filmen
- En stulen vals, kompositör och text  Jacques Armand, sång Ernst Eklund som troligen dubbas av Percy Richards.
- Tummetott, kompositör och text Jacques Armand, sång Ernst Eklund och Gunnel Lindgren
- The Kittens' Band, kompositör Kjell Blumenthal, framförs av Sune Waldimir